# Echinocactus texensis
Echinocactus texensis, vrsta kaktusa.

## Opis
To je čvrst bačvasti kaktus. Stabljika je blijedo sivo-zelena (pustinjske populacije) do travnato zelena (istočne populacije) s brojnim rebrima, nadzemni dio ravnog vrha, poluloptast u starosti, ali obično duboko usađen, u ravnini s površinom tla promjera 30 cm, 20 cm visok.
Bodlje su male, ali snažne, blijedosmeđe, ružičaste, crvenkaste do sive, ne skrivaju površinu stabljike.

## Podrijetlo i stanište
Echinocactus texensis raširen je i čest u Teksasu, jugoistočnom Novom Meksiku i Oklahomi (SAD). Također se javlja u sjeveroistočnom Meksiku (Chihuahua, Coahuila, južni Nuevo León, Durango, Tamaulipas i Zacatecas). Staništa su mu Pustinja Chihuahua, u kserofilnom grmlju, travnjaci, čistine u hrastovim šumama, pjeskovitim tlima ravnica i dolina, slanim ravnima, niskim vapnenačkim brežuljcima ili vapnenačkom šljunku iznad permske crvene zemlje.

## Ekologija
Vrlo je izdržljiv kaktus koji raste skriven u travi. Gusti pokrivač efemernog bilja ili plitki snježni pokrivač mogu ovu vrstu potpuno sakriti od pogleda. Ova vrsta je široko rasprostranjena, brojna i nema opasnosti od izumiranja. Echinocactus texensis se koristi kao ukras, ali nije uobičajen u trgovini.

## O uzgoju
- Preporučena temperatura: Noć: 5-11°C
- Tolerancija hladnoće: najviše do  -18°C
- Minimalna temperatura:  12°C
- Izloženost suncu: cijeli dan
- Porijeklo: SAD (Teksas, Novi Meksiko), Meksiko (Coahuila, Nuevo León, Tamaulipas)
- Opis: dok je mlad ovaj kaktus raste sam, raste polako, naraste do 30 cm u širinu i 20 cm u visinu .
- Cvjetovi: cvjetovi su ružičaste boje, narastu do 6 cm.

## Vanjske poveznice
|  | Zajednički poslužitelj ima stranicu o temi Echinocactus texensis    |
|  | Zajednički poslužitelj ima još gradiva o temi Echinocactus texensis |
|  | Wikivrste imaju podatke o taksonu Echinocactus texensis             |